# Beak In-chul
Beak In-chul est un boxeur sud-coréen né le 20 décembre 1961 dans le district de Goheung.

## Carrière
Champion d'Asie OPBF des poids super-welters entre 1981 et 1986, il affronte Julian Jackson le 21 novembre 1987 pour le titre WBA de la catégorie mais perd par arrêt de l'arbitre au 3e round. Baek relance sa carrière l'année suivante en s'emparant de la ceinture OPBF des poids moyens puis devient le 28 mai 1989 champion du monde des super-moyens WBA en battant par KO au 11e round Fulgencio Obelmejias. Il bat ensuite Ron Essett et Yoshiaki Tajima avant d'être détrôné par Christophe Tiozzo le 30 mars 1990. Il a conclu sa carrière avec un bilan de 47 victoires et 3 défaites.